# Osttimoresische Fußballnationalmannschaft der Frauen
Die osttimoresische Fußballnationalmannschaft der Frauen ist eine Auswahlmannschaft der Federação Futebol Timor-Leste (FFTL), die den südostasiatischen Inselstaat Osttimor auf internationaler Ebene bei Länderspielen gegen Mannschaften anderer nationaler Verbände vertritt. Seit ihrem ersten Länderspiel im Juli 2016 nahm die Nationalmannschaft an drei Südostasienmeisterschaften teil.

## Geschichte
Am 27. Juli 2016 – mehr als zehn Jahre nach der Aufnahme der Federação Futebol Timor-Leste in den Weltfußballverband FIFA – debütierte die Nationalmannschaft bei der Südostasienmeisterschaft und unterlag in ihrem Premierenspiel dem Gastgeber aus Myanmar vor etwa 10.000 Zuschauern mit 0:17 (0:11). Nach weiteren Niederlagen gegen Australien U-20 (0:20) und Malaysia (0:13) verabschiedeten sich die Osttimoresinnen ohne eigenen Torerfolg aus dem Turnier. Auch bei der Südostasienmeisterschaft 2018 kam die Nationalmannschaft in ihren vier Spielen gegen Kambodscha (0:12), Thailand (0:8), Australien U-20 (0:9) und Malaysia (0:4) zu keinem Torerfolg und schied wiederum nach der Gruppenphase aus. Am 15. August 2019 konnten die Osttimoresinnen bei der Südostasienmeisterschaft durch das 2:1 über Singapur ihren ersten Sieg feiern, das erste Tor in der Länderspielgeschichte erzielte Luselia Fernandes durch einen direkt verwandelten Eckstoß in der 59. Minute. Es folgten Niederlagen gegen die Philippinen (0:7), Thailand (0:9) und Malaysia (0:5), sodass man den siebten Platz unter neun teilnehmenden Nationen belegte.

## Statistik

### Länderspiele
Die osttimoresische Nationalmannschaft bestritt zwischen Juli 2016 und August 2019 insgesamt neun offiziell anerkannte Länderspiele. Dazu kommen zwei Spiele gegen die australische U-20-Nationalmannschaft in den Jahren 2016 und 2018, die allerdings nicht in die Statistiken eingehen.

### Nationalspielerinnen
In Klammern angegeben sind der Zeitraum sowie die Anzahl der Einsätze und Treffer für die Nationalmannschaft. Die Zahl hinter dem „+“ gibt die ansonsten nicht berücksichtigten Einsätze gegen Australien U-20 an.
| - Agia Bria (2019, 1 Sp.) - Agostinha Nogueira (2016–2019, 6+2 Sp.) - Agueda Ximenes (2018, 3 Sp.) - Bernardina Mousaco (2016, 1 Sp.) - Brigida da Costa (2019, 1 Sp.) - Dolores Costa (2019, 3 Sp., 1 Tor) - Elisabeth Pinto (2016, 1+1 Sp.) - Elvira Ana da Silva (2018–2019, 7+1 Sp.) - Engracia Fernandes (2016, 2+1 Sp.) - Ervina de Conceicao da Costa (2018–2019, 4 Sp.) - Eurosia da Conceicao (2016–2018, 3+1 Sp.) - Femania Babo (2016–2019, 7+2 Sp.) - Fernanda Araujo (2018, 0+1 Sp.) - Francisca de Andrade (2016, 1 Sp.) - Godelivia Martins (2016–2019, 7+2 Sp.) - Inacia dos Anjos (2016, 1 Sp.) - Julia Freitas Belo (2016–2019, 6+1 Sp.) - Leonilda Cabral (2019, 2 Sp.) - Letizia da Cruz Elo Soares (2019, 1 Sp.) | - Luisa Marques (2016, 2+1 Sp.) - Luselia Fernandes (2016–2019, 8+2 Sp., 1 Tor) - Marcia Sanhes Chaves (2019, 3 Sp.) - Maria da Conceicao (2016–2019, 8+1 Sp.) - Martinha Doutel (2019, 3 Sp.) - Melania Martins (2016, 1+1 Sp.) - Natacha Carmo (2018, 0+1 Sp.) - Natacha Sarmento (2016, 1+1 Sp.) - Natalia da Costa (2016–2019, 7+2 Sp.) - Nedia Helena da Costa (2016–2018, 5+1 Sp.) - Nilda dos Reis (2018–2019, 6+1 Sp.) - Rosa da Costa (2016–2019, 7+2 Sp.) - Sonia Gomes Amaral (2016–2019, 7+2 Sp.) - Trifonia Mesquita (2016–2019, 5 Sp.) - Vanessa Filomena Pimentel Fernandes (2018, 3+1 Sp.) - Veronica de Jesus (2018, 1 Sp.) - Virginia Fatima da Silva Branco (2019, 1 Sp.) - Zonalia Mendonca (2019, 1 Sp.) |

### Trainer
- 2016:  Gelasio De Silva Carvalho (zwei Niederlagen)
- 2018–2019:  Lee Min-young (ein Sieg, sechs Niederlagen)

## Turniere

### Olympische Spiele
- 1996 bis 2000: Teil von Indonesien
- 2004 bis 2020: Nicht teilgenommen
- 2024: Nicht qualifiziert
- 2028: Nicht qualifiziert

### Weltmeisterschaft
- 1991 bis 1999: Teil von Indonesien
- 2003: Kein FIFA-Mitglied
- 2007 bis 2023: Nicht teilgenommen
- 2027: Nicht qualifiziert

### Asienmeisterschaft
- 1975 bis 2001: Teil von Indonesien
- 2003 bis 2022: Nicht teilgenommen
- 2026: Nicht qualifiziert

### Südostasienmeisterschaft
- 2004 bis 2015: Nicht teilgenommen
- 2016: Gruppenphase
- 2018: Gruppenphase
- 2022: Gruppenphase
- 2025: Qualifiziert